# Otto Fischer
Lars Otto Fischer, född 30 november 1968 i Linköping, är en svensk litteraturvetare och professor i retorik vid Uppsala universitet. Fischer disputerade 1998 på avhandlingen Tecknets tragedi. Om symbol och allegori i Atterboms sagospel Lycksalighetens ö. Hans forskning rör områden såsom mediehistoria och medieteori, 1700-talets skönlitteratur och retorik, Friedrich Kittler, vältalighet och estetik. Han har undervisat i retorik sedan 2001 vid Uppsala universitet där han även handleder doktorander. I sin installationsföreläsning som retorikprofessor – Mynt i Ciceros sopor – redogjorde Fischer för sin forskning om kritiken mot retoriken under svenskt 1700-tal. Bland hans forskningsprojekt märks bland andra ”Retorikens retorik. Studier i svensk politisk kommunikation 1991–2011” och ”Poltava och Perevolodjna – en studie i stormaktstida kriskommunikation”. Han är även redaktör för Svenska Litteratursällskapets tidskrift Samlaren. 2014–2016 innehade han Dag Hammarskjöld-professuren vid Nordeuropainstitutet i Berlin.

## Avhandling
Fischer disputerade 1998 med ”Tecknets tragedi. Om symbol och allegori i Atterboms sagospel Lycksalighetens ö” som behandlar två centrala principer från den idealistiska estetiken, den symboliska och den allegoriska. Fischer visar, både genom en egen läsning av Atterbom och av samtida recensioner av hans verk, att den symboliska principen innebär att tecknet både är och betyder samtidigt, medan den allegoriska principen fungerar genom skillnad och frånvaro. Fischer argumenterar för att denna idealistiska estetiska dikotomi mellan allegori och symbolik når sin syntes genom att en transcendental kristen estetik upptar båda dessa.

## Centrala forskningsbidrag
Fischer har gett betydande forskningsbidrag både till den svenska litteraturvetenskapen och den svenska retorikforskningen samt till historisk-estetisk forskning om Sverige och Tyskland 1600–1900. Främst har han arbetat med högmodernt material och kring teoretiska frågor som rör idealism och romantik, samt medialitet. Fischer var tillsammans med Thomas Götselius drivande i att introducera den tyska medieforskaren Friedrich Kittler till den svenska mediehistoriska debatten. Fischer har på senare tid ägnat sig åt det retorikbegrepp som växer fram i svenskt 1700-tal och framåt.